# Vojni dopisnik
Vojni dopisnik je novinar, ki neposredno poroča o dogajanju na bojišču. Da bi opravili svoje delo, vojni dopisniki namenoma odhajajo na najbolj nevarna območja na svetu. Da bi zagotovili obveščenost javnosti o kriznih razmerah, si prizadevajo priti čim bližje kraju nasilja. S članki, fotografijami, posnetki ali s televizijskimi poročili obveščajo javnost. Biti vojni dopisnik je najnevarnejša zvrst novinarstva. Med najbolj nevarne vojne z največjim številom ubitih vojnih dopsinikov sodijo vojna v Iraku, vojna v Bosni in Hercegovini in vojna v Vietnamu. 
Med znanimi vojnimi dopisniki lahko omenimo imena kot so Winston Churchill, Anthony Loyd, Ernest Hemingway, Peter Arnett, Joseph Kessel, George Orwell, Jack London, Albert Londres, Curzio Malaparte, Evelyn Waugh, Jean-Claude Guillebaud, Ryszard Kapuściński, Olivier Todd, Olivier Weber, Robert Fisk, Sydney Schanberg, njegove izkušnje v vojni v Kambodži med vojno v Vietnamu so bile podlaga filmu Polja smrti, Christiane Amanpour, John Simpson, Kate Adie, Michael Herr in drugi. 

## Slovenski vojni dopisniki
Znani slovenski vojni dopisniki in dopisnice so Tanja Starič, ki je 1991 dobila naziv Slovenka leta po zaslugi svojega poročanja iz desetdnevne vojne v Sloveniji in vojne na Hrvaškem, Marjan Jerman, ki je med jugoslovanskimi vojnami poročal tudi s srbskih položajev na Hrvaškem v času etničnega čiščenja nesrbskega prebivalstva, Ervin Hladnik Milharčič, ki je poročal iz vojn v Sloveniji, na Hrvaškem in v Bosni za tednik Mladina, Valentin Areh, ki je do leta 1995 poročal z območij vojne na Hrvaškem za Revijo Obramba in časnik Slovenec, nato za POP TV poročal iz BiH (1996), Izraela (1996, 1997), Kosova (1998, 1999), Makedonije (1999), Čečenije (2000), Afganistana (2001), Iraka (2003) in s prizorišča terorističnih napadov v Istanbulu (2004). Karmen Švegl pa od leta 2001 deluje kot vojna dopisnica iz Palestine, Iraka, Egipta (2011), Libije (2011) in Sirije (2012) za RTV Slovenija. O rusko-gruzijski vojni (2008) in vojni v Donbasu je kot dopisnica Dela poročala Polona Frelih.